# پیاجیو پی.۱۵۰
پیاجیو پی. ۱۵۰ (به انگلیسی: Piaggio_P.150) یک هواگرد ملخ‌پیشین تک‌موتوره از نوع Training monoplane ساخت شرکت Piaggio Aero است. هواگرد پیاجیو پی. ۱۵۰ نخستین پروازش را در ۱۹۵۲ میلادی انجام داد. در مجموع، تعداد ۱ فروند از این هواگرد ساخته شده‌است.